# ר

筆記体

ר（レーシュ、ヘブライ語: רי"ש, רֵיש resh）はヘブライ文字の20番目の文字。ヘブライ数字の数価は200。

## 音声
本来の発音は歯茎はじき音/ɾ/であったが、現代ヘブライ語の発音は通常有声口蓋垂摩擦音/ʁ/である。歯茎音としての発音は、演劇や放送、およびアラビア語化したヘブライ語の一種においてのみ見られる。

## 起源
頭（ヘブライ語: ראש roš)を描いた文字に由来する。対応するギリシア文字「ρ」の名称がロー(ῥῶ)であることから、古い文字名称は「roš」であったと考えられ、現在のヘブライ語名はアラム語の影響によるものと考えられる（アラム語で「頭」はreš（強調形 רישא reša））。